# NGC 5167
NGC 5167 is een spiraalvormig sterrenstelsel in het sterrenbeeld Maagd. Het hemelobject werd op 7 juni 1883 ontdekt door de Duitse astronoom Ernst Wilhelm Leberecht Tempel.

## Synoniemen
- MCG 2-34-17
- ZWG 72.80
- IRAS 13261+1258
- PGC 47277